# Shelby (Wisconsin)
Shelby – miasto w Stanach Zjednoczonych, w stanie Wisconsin, w hrabstwie La Crosse.